# Muzej Montrealske banke
Muzej Montrealske banke (Bank of Montreal Museum) jedan je od brojnih muzeja u Montréalu, u pokrajini Quebec, Kanada, koji posjeduje eksponate o povijesti banke, počevši od njenog osnutka u 19. stoljeću do danas. Muzej je osnovala Bank of Montréal (najstarija banka Kanade, 1817.), u jednoj od najstarijih zgrada u posjedu banke iz 1847. godine.

## Položaj
Muzej se nalazi u središnjem dijelu starog Montréala u prolazu između glavne filijale Montrealske banke (izgrađene u neoklasičnom stilu 1847.) i novog sjedišta banke izgrađenog 1960. godine, na trgu Place d'Armes, preko puta crkve La Basilique Notre-Dame de Montréal, na adresi 129 Saint-Jacques Montreal, Quebec H2Y 1L6.

## Povijest
Kao najstarija banka u Kanadi, Montrealska banka osnovana je 1817. godine. Tijekom višestoljetnog postojanja skupila je bogato povijesno nasljeđe o njenom postojanju i radu.
Kako bi se to naslijeđe predstavilo javnosti rukovodstvo banka donijelo je odluku da osnuje muzej i posjetiteljima prikaže repliku prvog bančinog šaltera (uključujući čekaonu, blagajnu i prateću opremu) kakav je postojao u 19. stoljeću, numizmatičku zbirku i obimnu kolekciju predmeta i povijesnih dokumenata.
U muzeju su izloženi brojni eksponati ne samo iz bogatog povijesnog nasljeđa Banke, uključujući i autentični bančin pribor iz prošlih dana, već i stare fotografije, numizmatičke zbirke kovanica, čekova, papirnog novca, vrijednosnica, propagandnog materijala itd.

## Građa
Ne postoji posebna zgrada za postav muzejske građe već se ona nalazi u prolazu (prizemlju) između stare i nove zgrade Montrealske banke. Muzejske građa koja posjeduje veliki broj eksponata, razvrstana je u dvije tematske cjeline:
- Bančinog šaltera iz 19. stoljeća, s rešetkama i pratećim sadržajima.
- Kamernog djela s brojnim fotografijama, kovanicama, papirnom monetom, čekovima, vrijednosnim papirima, mehaničkim bankarskim strojevima, knjigovodstvenim kljigama, propagandnim materijalom itd.

## Vanjske poveznice
- Lokacija Bank of Montréal Museum na Google karti
- [neaktivna poveznica]

### Sestrinski projekti
|  | Zajednički poslužitelj ima još gradiva o temi Bank of Montréal Museum |